# Mus booduga
Mus booduga (Миша індійська) — вид роду мишей (Mus).

## Поширення
Країни поширення: Бангладеш, Індія, М'янма, Непал, Пакистан, Шрі-Ланка.  Зустрічається від рівня моря до 4000 м над рівнем моря.

## Екологія
Цей вид поширений на рисових полях й інших зрошуваних орних угіддях Індії. Живе в тропічних і субтропічних сухих листяних лісах.